# Таволжан (Росія)
Таволжа́н (рос. Таволжан) — присілок у складі Сладковського району Тюменської області, Росія.
Населення — 181 особа (2010, 188 у 2002).
Національний склад станом на 2002 рік:
- росіяни — 97 %